# Соленая Балка (Карловский район)
Соленая Балка (укр. Солона Балка) — посёлок,
Карловский городской совет,
Полтавский район,
Полтавская область,
Украина.
Код КОАТУУ — 5321610102. Население по переписи 2001 года составляло 226 человек.

## Географическое положение
Посёлок Соленая Балка находится в 2-х км от правого берега реки Орчик,
выше по течению на расстоянии в 2,5 км расположен город Карловка,
ниже по течению на расстоянии в 2 км и на противоположном берегу — село Фёдоровка.
Рядом с селом расположены большие отстойники.